# Thyrgis constrictifascia
Thyrgis constrictifascia là một loài bướm đêm thuộc phân họ Arctiinae, họ Erebidae.